# Томас, Хью
Томас, Хью (англ. Hugh Thomas; 21 октября 1931 года, Виндзор - 7 мая 2017 года) — британский историк, писатель.

## Биография
Начальное образование получил в Школе Шерборн в Дорсете. Затем, в 1951 году получил степень бакалавра искусств из Куинз-колледжа (Кембриджского университета). В 1952 году сдал Трайпос, а в 1953 году стал председателем Кембриджского союза. Далее продолжил образование в Парижском университете.
В 1954—1957 годах служил в Министерстве иностранных дел и международного развития Великобритании.
В 1966—1975 годах преподавал в Редингском университете. Оказал влияние на историка-испаниста, также видного исследователя Гражданской войны в Испании Пола Престона.
С 1979 по 1991 год председатель Центра политических исследований в Лондоне.
До 1974 года состоял членом лейбористской партии.
Автор книг про историю Гражданской войны в Испании и др.: «Гражданская война в Испании. 1931—1939 гг.» (высоко оценивает ее Пол Престон), «Реки золота: подъем Испанской империи», «Золотой век испанской империи», «Великая Испанская империя».

## Премии, награды
- Премия Сомерсета Моэма (1963)
- Орден Искусств и литературы (2008)
- Премия Джованни Боккаччо (2009)
- Орден Изабеллы Католической
- Орден Ацтекского орла
- Орден Альфонсо X Мудрого

## Сочинения
- Гражданская война в Испании. 1931—1939 гг. = The Spanish Civil War. / [Пер. с англ. И. Полоцка]. — М. : Центрполиграф, 2003. — 571, [2] с., [8] л. ил. : карт. — ISBN 5-9524-0341-7
- Реки золота. Подъём испанской империи = Rivers of Gold. / [Пер. с англ. Е. Некрасовой]. — М. : АСТ, 2016. — 718, [1] с. — (История в одном томе). — ISBN 978-5-17-099983-5
- Золотой век испанской империи. / [Пер. с англ. В. Гончарова]. — М. : АСТ, 2016. — 734, [1] с. : табл. — (История в одном томе). — ISBN 978-5-17-097650-8
- Великая Испанская империя. / [Пер. с англ. В. Желнинова]. — М. : АСТ, 2018. — 478, [1] с. : ил., к., табл. — (Страницы истории). — ISBN 978-5-17-982854-9